# لپه‌حیران‌لی (قبادلی)
لپه‌حیران‌لی (به لاتین: Ləpəhəyranlı) یک منطقهٔ مسکونی در جمهوری آذربایجان است که در شهرستان قبادلی واقع شده‌است.